# Trichohippopsis
Trichohippopsis is een kevergeslacht uit de familie van de boktorren (Cerambycidae). De wetenschappelijke naam van het geslacht werd voor het eerst geldig gepubliceerd in 1958 door Breuning.

## Soorten
Trichohippopsis omvat de volgende soorten:
- Trichohippopsis barbatulus Martins & Galileo, 2013
- Trichohippopsis exilis Galileo & Martins, 2006
- Trichohippopsis magna Martins & Carvalho, 1983
- Trichohippopsis rufula Breuning, 1958
- Trichohippopsis suturalis Martins & Carvalho, 1983
- Trichohippopsis unicolor Galileo & Martins, 2007